# Cratère Beyenchime-Salaatin
 (juillet 2020).
Le Beyenchime-Salaatin est un cratère d'impact (astroblème) situé dans l'Extrême-Orient russe .
Il mesure 8 km de diamètre et son âge est estimé à 20 ± 40 millions d'années (Éocène). Le cratère est situé à la surface, situé dans le bassin de la rivière Beyenchime, au sud du cours de son affluent gauche, le Beyenchime Salaata (en russe Бэйэнчимэ-Салаата). 